# Stephanie B. Alexander
Stephanie Brewster Brewer Taylor Alexander é uma matemática norte-americana, professora emérita de matemática na Universidade de Illinois em Urbana-Champaign. Sua pesquisa diz respeito à geometria diferencial e espaços métricos.

## Educação e carreira
Alexander ganhou seu Ph.D. da UIUC em 1967, sob a supervisão de Richard L. Bishop, com uma tese intitulada Reducibility of Immersions Euclidean of Low Codimensions. Depois de ingressar no corpo docente da UIUC como instrutora de meio período, tornou-se membro regular do corpo docente em 1972. Ela se aposentou em 2009.

## Contribuições
Com Vitali Kapovitch e Anton Petrunin, Alexander é autora do livro Um Convite à Geometria de Alexandrov: CAT (0) Spaces (Springer, 2019).

## Reconhecimentos
Em Illinois, Alexander ganhou o Luckman Distinguished Undergraduate Teaching Award e o Prêmio William Prokasy de Excelência em Ensino de Graduação em 1993. Em 2014, foi eleita como parceira da American Mathematical Society "por contribuições para a geometria, para exposição de alta qualidade e para o excepcional ensino de matemática."